# Kleine oeverlibel
De kleine oeverlibel (Orthetrum taeniolatum) is een echte libel uit de familie van de korenbouten (Libellulidae). De wetenschappelijke naam van de soort werd in 1845 als Libellula taeniolata gepubliceerd door Wilhelm Gottlieb Schneider. De Nederlandstalige naam is ontleend aan Libellen van Europa.
De soort staat op de Rode Lijst van de IUCN als niet bedreigd, beoordelingsjaar 2009. De kleine oeverlibel komt voor van Oost-Europa tot China.